# Stazione di Traves
La stazione di Traves è una fermata ferroviaria della ferrovia Torino-Ceres. Serve il comune di Traves, nella città metropolitana di Torino.
Precedemente gestita dal Gruppo Torinese Trasporti (GTT), dal 1 gennaio 2024 è gestita da Rete Ferroviaria Italiana (RFI).

## Storia
È stata costruita secondo il progetto dell'ing. Alberto Scotti nel 1915 ed è la versione ridotta delle altre quattro stazioni maggiori della tratta montana della ferrovia Torino-Ceres, Lanzo, Germagnano, Pessinetto e Ceres.

## Impianti
La stazione è un edificio di due piani con tetto in legno a falde e copertura in lose ed una pensilina in legno con copertura in lose addossata alla costruzione. È in muratura di mattoni e cemento armato. 
Il piazzale della stazione era dotato in origine di 2 binari, uno di corsa e uno di incrocio, ridotti al solo binario di corsa dopo la riapertura del tronco Germagnano-Ceres nel 2008.

## Movimento
La stazione è servita dagli autobus sostitutivi della linea SFM A che comprono la tratta ferroviaria attualmente sospesa Germagnano-Ceres.

## Servizi
La stazione dispone di:
- Servizi igienici